# Едгар Григорян
Едгар Григорян (вірм. Էդգար Գրիգորյան, нар. 25 серпня 1998, Єреван) — вірменський футболіст, захисник клубу «Арарат-Вірменія» та національної збірної Вірменії. Виступав також за низку інших вірменських клубів. Дворазовий володар Кубка Вірменії. Володар Суперкубка Вірменії.

## Клубна кар'єра
Едгар Григорян народився 1998 року в Єревані, та є вихованцем футбольної школи клубу «Бананц». У 2017 році розпочав грати за другу команду клубу «Бананц», в якій грав до 2019 року, взявши участь у 22 матчах чемпіонату. У 2019 році Григорян був переведений до першої команди клубу, який було перейменовано на «Урарту», проте футболіста відразу віддали в річну оренду до клубу «Ноах», у якому він став володарем Кубка Вірменії..
У 2020 році Григорян повернувся до «Урарту», в якому грав до 2023 року. з 2023 року футболіст грає у складі клубу «Арарат-Вірменія». У складі команди футболіст у сезоні 2023—2024 років удруге став володарем Кубка Вірменії, а в 2024 році став володарем Суперкубка Вірменії.

## Виступи за збірні
У 2014 році Едгар Григорян дебютував у складі юнацької збірної Вірменії, загалом на юнацькому рівні взяв участь у 19 іграх.
Протягом 2019—2020 років Григорян грав у складі молодіжної збірної Вірменії. На молодіжному рівні зіграв у 8 офіційних матчах.
У 2024 році Едгар Григорян дебютував в офіційних матчах у складі національної збірної Вірменії. Станом на травень 2025 року зіграв у складі національної збірної 5 матчів, у яких забитими голами не відзначився.

## Титули і досягнення
- Володар Кубка Вірменії (2):

«Ноах»: 2019–2020
«Арарат-Вірменія»: 2023–2024
- Володар Суперкубка Вірменії (1):

«Арарат-Вірменія»: 2024